# Двостороння безпекова угода між Україною та Сполученими Штатами Америки
Двостороння безпекова угода між Україною та Сполученими Штатами Америки — міжнародна угода, укладена 13 червня 2024 року між Україною та Сполученими Штатами Америки про гарантії безпеки Україні, яка передбачає, широкий спектр військової допомоги з боку США. Документ підписано президентом України Володимиром Зеленським та президентом США Джо Байденом. Угода набуває чинності з моменту підписання та діє протягом 10 років із можливістю продовження.
У разі нападу або загрози агресії щодо однієї зі сторін угода передбачає серйозне занепокоєння іншої сторони.
Ратифікація цієї угоди Конгресом не передбачена, вона підписана лише президентом США, тож будь-який президент США може її денонсувати.